# Arend Van ’t Hof

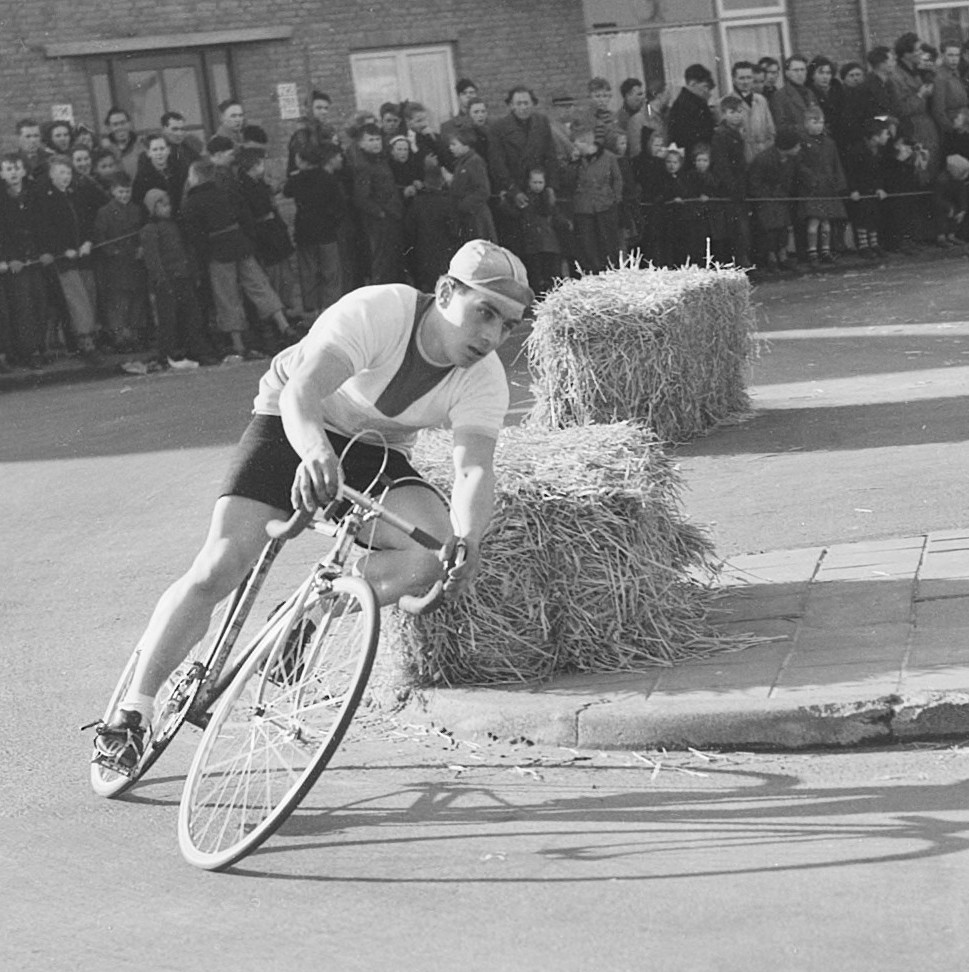
Arend van 't Hof, Sieger der Ronde van Haarlem-Noord im Jahr 1953

Arend Van ’t Hof (* 31. August 1933 in Hoofddorp) ist ein ehemaliger niederländischer Radrennfahrer.

## Sportliche Laufbahn
Bei den Olympischen Sommerspielen 1952 in Helsinki wurde er im olympischen Straßenrennen beim Sieg von André Noyelle als 10. klassiert. Die niederländische Mannschaft kam in der Mannschaftswertung auf den 8. Platz.
1953 gewann er einen Tagesabschnitt in der Route de France sowie die Ronde van Haarlem-Noord. 1956 gewann er die 9. Etappe der Internationalen Friedensfahrt und belegte den 17. Rang in der Gesamteinzelwertung des Etappenrennens. 1956 wurde er Unabhängiger, im Verlauf der Saison startete er als Berufsfahrer für das Radsportteam Magneet-Vredestein. 1957 wurde er beim Sieg von Wim Van Est Dritter der nationalen Meisterschaft im Straßenrennen.